# Julius Stern
Julius Stern (født 8. august 1820 i Breslau, død 27. februar 1883 i Berlin) var en tysk musiker og dirigent.
Stern stiftede 1847 den Sternske sangforening, som han ledede til 1874 (efterfulgt af Julius Stockhausen, Max Bruch, Ernst Rudorff og Friedrich Gernsheim), og som hurtig blev en af de mest ansete koncertforeninger i Tyskland. I 1850 grundlagde han sammen med Theodor Kullak og A.B. Marx et musikkonservatorium, der bar hans navn.